# Strigi
Strigi は高度なデスクトップ非依存の検索デーモンであり、Jos van den Oever によって開発が始められた。Strigi の目標は非常に移植性が高く、軽くて柔軟性の高いことである。ベンチマークで Strigi は他のクライアントよりも速くてメモリを使わないことが示されているが、他の検索システムにある多くの機能を欠いている。しかし、ほとんどの検索システムのように、Strigi はオーディオクリップの長さ、ドキュメントの中身や写真の解像度のような情報をファイルから抽出できる。 Strigi はファイルを詳細索引できるように独自の Jstream システムを使っている。

## 特徴
- 重複を見つけるために索引付けされたすべてのファイルに対する SHA-1 ハッシュ
- 2007年7月の時点で、Strigi は PDF、MP3、プレーンテキスト、アーカイブ、Debian と RPM パッケージとOASIS OpenDocument テキスト (odf)、スプレッドシート (ods) とプレゼンテーション (odp) ファイルの中身の索引付けをサポートしている
- デーモンと検索プログラム間のコミュニケーションに対する D-Bus とソケットのサポート
- 少ないメモリのフットプリント
- Xesam 問い合わせ言語のサポート
- 取り外し可能なバックエンド。Lucene と HyperEstraier、SQLite と Xapian バックエンドが動作している

## デスクトップ環境のサポート
KDE 4 は新しいセマンティックデスクトップ技術の中核をなすコンポーネントとして Strigi を必要としている。KDE にはクライアントプログラムの他に検索を行う KIO インタフェースもある。Strigi と NEPOMUK は KDE に対するセマンティックデスクトップ検索を形成するのを助けるために協調して動作する。NEPOMUK によってユーザはメタデータを追加でき、Strigi はより正確な検索のためにメタデータを索引付けすることができる。ユーザが特定の言語で書かれた文書を検索できるように、開発者は Strigi に Sonnet のサポートを追加することも考えている。
GNOME には Strigi を使ってファイルと検索する Gnome Deskbar アプレットがある。